# جان کیوستر
جان کیوستر (انگلیسی: John Kuester؛ زادهٔ ۶ فوریهٔ ۱۹۵۵) بازیکن بسکتبال اهل ایالات متحده آمریکا است.
از باشگاه‌هایی که در آن بازی کرده‌است می‌توان به دنور ناگتس و ایندیانا پیسرز اشاره کرد.